# Auferstehungskapelle (Krakau)

Innenraum

Die Auferstehungskapelle (polnisch Kaplica Zmartwychwstania Pańskiego) in Krakau ist eine katholische Friedhofskirche an der ul. Rakowicka 26 im Stadtteil Warszawskie auf dem Friedhof Rakowicki.

## Geschichte
Die erste Friedhofskirche wurde mit Anlegung des Friedhofs im Jahre 1803 errichtet. Die derzeitige Friedhofskirche wurde von Ludwik Edward Helcel und seiner Ehefrau Anna Helcel gestiftet. Das erste neugotische Projekt wurde verworfen. Die klassizistische Kapelle geht auf Józef Czeszka zurück. Die Baugenehmigung wurde jedoch erst 1856 erteilt und der Bau konnte erst in den Jahren 1861 bis 1862 erfolgen. Die Kirche dient als Aussegnungshalle für die Verstorbenen, die auf dem Friedhof Rakowicki bestattet werden.